# Grandson (cantante)
Jordan Edward Benjamin (Nueva Jersey, Estados Unidos; 25 de octubre de 1993), conocido profesionalmente como Grandson (estilizado como grandson), es un cantante, compositor y músico canadiense-estadounidense que actualmente firma con Fueled by Ramen. Lanzó su gran debut en el sello discográfico, A Modern Tragedy Vol. 1, en junio de 2018 y lanzó el seguimiento, A Modern Tragedy Vol. 2 en febrero de 2019. El EP inicial presentó el sencillo "Blood // Water", que apareció en varias listas de Billboard en los Estados Unidos y Canadá.

## Biografía
Benjamin nació en Nueva Jersey, pero su familia se mudó a Toronto, Canadá, cuando tenía 3 años (tiene doble ciudadanía en ambos países). Creció en gran parte en el área de Eglinton West de Toronto. Asistió a la Escuela Secundaria Northern en Toronto y, después de graduarse, se inscribió en la Universidad McGill en Montreal. Allí, estudió educación con el objetivo inicial de convertirse en profesor. También pasó mucho tiempo tocando en Montreal mientras estaba en McGill.
Después de dos años, se trasladó a la Universidad de Concordia, otra institución de Montreal. Allí estudió Comunicaciones brevemente antes de abandonar y mudarse a Los Ángeles en 2014 para seguir una carrera musical.

## Carrera musical
Benjamin comenzó a lanzar música bajo el seudónimo de Grandson a finales de 2015. En 2016, lanzó varios sencillos que acumularon millones de transmisiones, incluidos "Bills", "Things Change" y "Bury Me Face Down". En 2017, firmó con RCA Records y continuó lanzando canciones, incluidos "Best Friends" y "Kiss Bang". También se presentó en North by Northeast ese año (entre otros festivales).
En abril de 2018, se anunció que Grandson había firmado con el sello discográfico Fueled by Ramen. También había lanzado dos nuevos sencillos como, "Blood // Water" (una canción sobre la corrupción política que aparecería en varias listas de Billboard) y "Thoughts & Prayers", que ofrecía una crítica de las leyes de armas estadounidenses a raíz del tiroteo en la escuela secundaria Marjory Stoneman Douglas en Parkland, Florida. Lanzó su primer EP en Fueled by Ramen, A Modern Tragedy Vol. 1, en junio de 2018. Ese álbum también contó con la canción "6:00" que discutía la brutalidad policial. También en junio de 2018, Grandson apareció en el álbum debut de Mike Shinoda, Post Traumatic, en la pista, "Running From My Shadow". La canción fue lanzada con un video musical en mayo de 2018.
A lo largo de 2018, Grandson realizó giras con actos como Hobo Johnson, Joywave, Nothing But Thieves, The Smashing Pumpkins y Young the Giant. También apareció en un episodio de Late Night with Seth Meyers en agosto de 2018, interpretando "Blood // Water". En febrero de 2019, lanzó un nuevo sencillo, "Apologize", y anunció que su segundo EP, A Modern Tragedy Vol. 2, sería lanzado el 22 de febrero de 2019.
El 23 de septiembre de 2020, Grandson anunció en su página de Facebook que su álbum debut de larga duración se lanzará el 4 de diciembre de 2020. El álbum se tituló "Death of an Optimist".
El 5 de mayo de 2023 lanzaría su segundo album I Love You, I'm Trying, con un tono mas personal, en contraste con los mensajes políticos y sociales de sus lanzamientos anteriores.

## Discográfica
Álbum de estudio
- 2020: Death of an Optimist
- 2023: I Love You, I'm Trying

EPs
- 2018: A Modern Tragedy Vol. 1
- 2019: A Modern Tragedy Vol. 2
- 2019: No Apologies Live
- 2019: A Modern Tragedy Vol. 3

### Sencillos
| "Bills"                                                           | 2016 | —  | —  | —  | —  | Sin álbum                                        |
| "Bury Me Face Down"                                               | 2016 | —  | —  | —  | —  | Sin álbum                                        |
| "Best Friends"                                                    | 2017 | —  | —  | —  | —  | Sin álbum                                        |
| "War"                                                             | 2017 | —  | —  | —  | —  | Sin álbum                                        |
| "Kiss Bang"                                                       | 2017 | —  | —  | —  | —  | Sin álbum                                        |
| "Thoughts & Prayers"                                              | 2018 | —  | —  | —  | —  | Sin álbum                                        |
| "Blood // Water"                                                  | 2018 | 19 | 20 | 19 | 17 | A Modern Tragedy Vol. 1                          |
| "Apologize"                                                       | 2019 | 16 | 34 | —  | 22 | A Modern Tragedy Vol. 2                          |
| "Maria"                                                           | 2019 | —  | —  | —  | —  | Rock Sound Presents: Worship And Tributes Vol. 2 |
| "Despicable"                                                      | 2019 | —  | —  | —  | —  | A Modern Tragedy Vol. 1                          |
| "Rock Bottom"                                                     | 2019 | 27 | —  | —  | —  | A Modern Tragedy Vol. 3                          |
| "Oh No!!!"                                                        | 2019 | —  | —  | —  | —  | A Modern Tragedy Vol. 3                          |
| "Happy Pill" (con Moby Rich)                                      | 2019 | —  | —  | —  | —  | N/A                                              |
| "Peaches (Text Voter XX to 40649)" (with K.Flay)                  | 2020 | —  | —  | —  | —  | Text Voter XX to 40649 Collection                |
| "Whole Lotta (Text Voter XX to 40649)" (con DREAMERS)             | 2020 | —  | —  | —  | —  | Text Voter XX to 40649 Collection                |
| "How Bout Now (Text Voter XX to 40649)" (con phem)                | 2020 | —  | —  | —  | —  | Text Voter XX to 40649 Collection                |
| "Again (Text Voter XX to 40649)" (con Zero 9:36)                  | 2020 | —  | —  | —  | —  | Text Voter XX to 40649 Collection                |
| "Identity"                                                        | 2020 | —  | —  | —  | —  | Death of an Optimist                             |
| "Riptide"                                                         | 2020 | —  | —  | —  | —  | Death of an Optimist                             |
| "Dirty"                                                           | 2020 | —  | —  | —  | —  | Death of an Optimist                             |
| "—" significa que no entró en lista o no fue lanzado en ese país. |      |    |    |    |    |                                                  |